# 贝纳达利德
贝纳达利德，是西班牙安达卢西亚自治区马拉加省的一个市镇。 总面积21平方公里，总人口278人（2001年），人口密度13人/平方公里。